# Radio Stars
Ne doit pas être confondu avec Radiostars.
Pour les articles homonymes, voir Radio Star.
Radio Stars est une radio belge créée le 4 juillet 1981 dans la section Havré de la ville de Mons, dans la province de Hainaut.

## Historique
En 2008, après 27 ans d'activité le CSA n'a plus autorisé la station à émettre en analogique dans le cadre du plan fréquences FM 2008. La diffusion des programmes de Radio Stars s'est donc interrompue le 8 juillet 2008.
Le 22 octobre 2009, le CSA a finalement autorisé Stars ASBL à reprendre, pour une durée de 9 ans, ses émissions sur la bande FM (105.8 MHz) à Havré, sous le nom de Radio Stars.

## Équipe à l'antenne et programmation
La radio compte aujourd'hui 13 animateurs qui prennent l'antenne de 7 h à 21 h proposant une large variété de styles de musicaux : du top 30 aux années 60. Lorsqu'il n'y a pas d'animateur présent, la radio diffuse une playlist de musiques.

## Diffusion
La diffusion des programmes de Radio Stars s'effectue sur Havré, en modulation de fréquence (105.8 MHz).